# Ξcc++
Le baryon Xi à double charme, noté {\displaystyle \Xi _{\rm {cc}}^{++}}, est un baryon Xi composé de deux quarks charmés et d'un quark haut.
Sa découverte par la collaboration LHCb est annoncée le 6 juillet 2017 à Venise, en Italie, lors de la conférence de la Société européenne de physique sur la physique des hautes énergies. Sa masse est d'environ 3621 MeV, soit près de quatre fois celle du proton.
Il a été identifié lors de sa désintégration en un baryon Λ+
c et en trois mésons, plus légers, K–, π+ et π+.